# Kolonisthuse
Kolonisthuse ist eine Straßensiedlung des Ortes Frøslev an der deutsch-dänischen Grenze bei Flensburg.

## Lage
Direkt 500 Meter nördlich der Siedlung, am Rand der Frøslev Plantage, befindet sich der kleine Ort Kristiansminde. Sämtliche Häuser der Siedlung Kolonisthuse sind durch den Kolonisthusevej verbunden, der östlich beim Simondysvej endet. Ein Kilometer südlich der Siedlung liegt auf der deutschen Seite der Grenze der Ort Ellund. Ungefähr zwei Kilometer nordöstlich liegt der Ort Frøslev. Die Stadt Flensburg liegt ungefähr fünf Kilometer östlich der Siedlung.

## Hintergrund
Ab 1761 ließ König Friedrich V. die dünnbesiedelten Heide- und Moorgebiete auf der Schleswigschen Gest durch Menschen aus Pfalz und Hessen kolonisieren. Auf dem Frösleefeld (dänisch Frøslev Mark) wurden drei Kolonistenstellen eingerichtet, welche zur Kolonie Nr. 15 Julianenanbau gehörten. Die dortigen drei Kolonistenhäuser tragen heute die Adressen Kolonisthusevej 4, 6 und 8.
Auf der vom dänischen Generalstab verwendeten Landesaufnahme der Wissenschaftlichen Gesellschaft Dänemarks von 1857/1858 war die Siedlung Kolonisthuse schon namentlich genannt. Eine Karte von 1863 verzeichnete die Siedlung unter ihren abgekürzten Kolonienamen: „Col. Julianenan“. Auf der Karte der Preußischen Landesaufnahme um 1879 war zwar die Siedlung nicht namentlich genannt, aber die Siedlungshäuser waren in ihren Umrissen gut erkennbar eingezeichnet. Nach der Volksabstimmung in Schleswig im Jahr 1920 kam die Siedlung mit den Kolonistenhäusern nach Dänemark und trägt seitdem den dänischen Namen Kolonisthuse.